# Engoniophos unicinctus
Engoniophos unicinctus är en snäckart som först beskrevs av Thomas Say 1825.  Engoniophos unicinctus ingår i släktet Engoniophos och familjen valthornssnäckor. Inga underarter finns listade i Catalogue of Life.